# سالاد زیتون

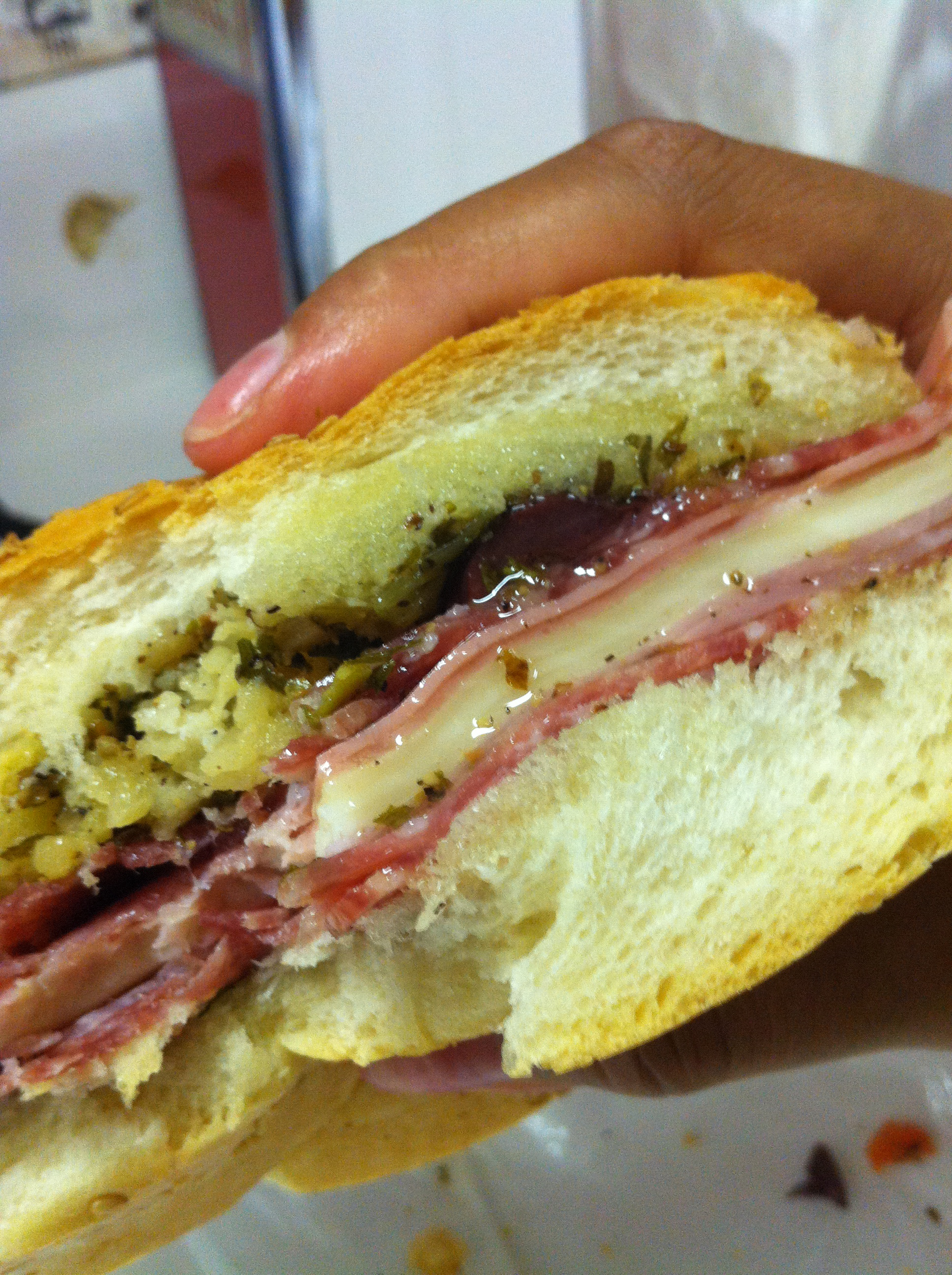
ساندویچ مافلتا از Central Grocery در نیواورلئان شامل یک لایه سالاد زیتون

سالاد زیتون یک سالاد یا جیاردینیرا است که از زیتون سبز، زیتون سیاه، روغن زیتون، کرفس، گل کلم، هویج، فلفل شیرین، پیاز، کبر، جعفری، فلفل، پونه کوهی، سیر، سرکه، گیاهان و ادویه جات تهیه می‌شود. از آن برای تهیه ساندویچ مافلتا در نیواورلئان و اطراف آن استفاده می‌شود. سالاد زیتون همچنین به عنوان یک غذای جانبی برای سایر غذاهای سیسیلی و غذاهای مدیترانه ای استفاده می‌شود. این به صورت تجاری برای رستوران‌ها و در خرده فروشی‌ها در Boscoli Family, Rouses, Gambinos, Dorignacs , Franks، و Aunt Sally تولید می‌شود.